# 儒林臺
儒林臺（英語：U Lam Terrace），曾一度改稱為裕林臺，是香港香港島上環的一條街道，與老沙路街並排，於香港醫學博物館之下，必列者士街青年會對上。
儒林臺上的南面，新近建築有兩座單幢式的住宅建築物，名為御林豪庭及儒林閣，大門入口是大塊雲石大堂。此外香港房屋協會亦在此建立一個市區改善計劃項目，外牆以橙色為主，門牌號碼是儒林臺3號，1986年落成入伙，六層樓住宅提供17個單位。儒林臺是一塊大平台，有一個小型足球場的大小，是石屎硬地，其北面建有大麻石圍牆、東面是著名的樓梯街、西面也是樓梯的街道，名為水池巷。因此，儒林臺是一塊無車駛入的大平台，閒來見街坊在此與小狗跑步耍樂，亦是許多電影和劇集外景取景的勝地。

## 鄰近景物
- 香港醫學博物館

## 鄰近街道
- 老沙路街
- 水池巷
- 堅巷
- 樓梯街

## 註腳
1. ↑   (PDF). 地政總署. 2016-07-29  [2020-06-26]. （原始内容存档 (PDF)于2020-06-16）.
2. ↑  . 市區改善計劃. 香港房屋協會.   [2020-05-30]. （原始内容存档于2020-06-14）.

## 外部連結
- 政治與歷史 （页面存档备份，存于）

22°17′01″N 114°08′56″E / 22.2834923°N 114.1487917°E